# قمعية ناعمة
القِمَعية الناعمة (باللاتينية: Digitalis laevigata) نوع نباتي يتبع جنس القِمَعية من الفصيلة الحملية.